# Cyathea bellisquamata
Cyathea bellisquamata är en ormbunkeart som beskrevs av Roland Napoléon Bonaparte. Cyathea bellisquamata ingår i släktet Cyathea och familjen Cyatheaceae.

## Underarter
Arten delas in i följande underarter:
- C. b. ambrensis
- C. b. australis
- C. b. basilobata